# Вилиџ ов Индијан Хил (Охајо)
Вилиџ ов Индијан Хил (енгл. The Village of Indian Hill) град је у америчкој савезној држави Охајо.

## Демографија
По попису из 2010. године број становника је 5.785, што је 122 (-2,1%) становника мање него 2000. године.
| Група             | 2000.         | 2010.         |
| Белци             | 5.545 (93,9%) | 5.257 (90,9%) |
| Афроамериканци    | 32 (0,5%)     | 40 (0,7%)     |
| Азијати           | 229 (3,9%)    | 332 (5,7%)    |
| Хиспаноамериканци | 35 (0,6%)     | 92 (1,6%)     |
| Укупно            | 5.907         | 5.785         |